# Kuna River
Der Kuna River ist ein 100 km langer rechter Nebenfluss des Colville River im Norden von Alaska. 

## Flusslauf
Seine Quelle liegt an der Nordflanke der Brookskette am nördlichen Rand des Noatak National Preserve. Er fließt in nordnordöstlicher Richtung und mündet 32 km nordöstlich des Liberator Lake in den Colville River, der durch die North Slope zum Arktischen Ozean fließt. Der Kuna River ist einer von vielen Flüssen und Bächen, die den Colville River von der Brookskette her speisen.
Der Name des Flusses geht nach P. S. Smith und J. B. Mertie jr. vom United States Geological Survey zurück auf die Bezeichnung der Ureinwohner Alaskas für die Schneegänse, die in der Region häufig vorkommen.